# 利茲鎮區 (北達科他州本森縣)
利茲鎮區（英語：Leeds Township）是位於美國北達科他州本森縣的一個鎮區。

## 地方資料
利茲鎮區的面積為94.16平方千米，當中陸地面積為92.47平方千米，而水域面積為1.69平方千米。根據2010年美國人口普查的數據，當地共有人口91人，而人口密度為每平方千米0.97人。